# Centrolene scirtetes
Espèce
Synonymes
- Centrolenella scirtetes Duellman & Burrowes, 1989

Statut de conservation UICN

 EN  : En danger
Centrolene scirtetes est une espèce d'amphibiens de la famille des Centrolenidae.

## Répartition
Cette espèce se rencontre de 1 780 à 1 820 m d'altitude :
- en Équateur dans la province de Pichincha sur le versant pacifique de la cordillère Occidentale ;
- en Colombie dans le département de Nariño sur le versant pacifique de la cordillère Occidentale.

## Description
Le mâle mesure 24,4 mm et les femelles de 25,8 à 26,1 mm.

## Publication originale
- Duellman & Burrowes, 1989 : New species of frogs, Centrolenella, from the Pacific versant of Ecuador and southern Colombia. Occasional Papers of the Museum of Natural History, University of Kansas, no 132, p. 1-14 (texte intégral).